# Karl Loberg
Karl Wilhelm Loberg, född 17 augusti 1892 i Urshults församling, Kronobergs län, död 19 september 1968 i Sollentuna församling, var en svensk psykiater. 
Loberg blev medicine licentiat vid Karolinska institutet i Stockholm 1922, e.o. hospitalsläkare andra klassen 1923 och ordinarie 1926 vid Lunds hospital, av första klassen där 1928, överläkare av tredje klassen vid Säters sjukhus 1931, av första klassen och sjukhuschef där från 1932.
Loberg var sakkunnig vid Medicinalstyrelsen 1935–36, medicinalråd å extra stat 1936 samt medicinalråd och byråchef 1947–57. Han författade skrifter i psykiatriska och socialpsykiatriska ämnen i svenska och utländska facktidskrifter.